# New York Taxi
New York Taxi (Taxi) è un film del 2004 diretto da Tim Story, interpretato da Queen Latifah, Jimmy Fallon, Jennifer Esposito e dalla top-model Gisele Bündchen. Il film è il remake del francese Taxxi del 1998.

## Trama
Belle Williams ha un sogno nel cassetto: diventare una campionessa di corse automobilistiche NASCAR. Per il momento però, deve accontentarsi del titolo di autista di taxi più veloce di tutta New York, grazie anche ad alcuni ingegnosi accorgimenti apportati alla sua automobile, che da comune taxi giallo si trasforma con l'aiuto di qualche pulsante in una vera e propria vettura da corsa.
Belle ha l'occasione di mettere in mostra tutto il suo talento quando a bordo del taxi sale Andy Washburn, un giovane e sbadato poliziotto sprovvisto di patente che sta inseguendo una banda di bellissime rapinatrici brasiliane capeggiate dalla bionda Vanessa, calcolatrice, fredda e dotata di gambe chilometriche.
Qui si intreccia la loro storia, Andy tra mille disattenzioni nel risolvere il caso e figuracce davanti a capi e colleghi viene non solo rimosso dall'incarico ma viene anche licenziato anche da Marta, tenente ed ex fidanzata di cui il giovane è ancora follemente e visibilmente innamorato. Chiederà proprio a Belle, inizialmente con un ricatto, di aiutarlo, per riconquistare la fiducia di tutti e il lavoro di poliziotto.
La coppia ormai affiatata scopre il metodo di rapina di Vanessa e della sua banda e con grande astuzia e molta furbizia riusciranno ad acciuffarle all'ultimo sospiro, intrappolandole in una ramo di superstrada da completare, dopo un lunghissimo ed estenuante inseguimento. La storia si chiude con il sogno realizzato di Belle, che si iscriverà al campionato NASCAR e con la riassunzione del maldestro e innamorato poliziotto Andy che ottiene alla fine la promozione tanto desiderata continuando però ad assaltare il roccioso cuore di Marta.